# Kefar Majmon
Kefar Majmon (hebr.: כפר מימון) – moszaw położony w samorządzie regionu Sedot Negew, w Dystrykcie Południowym, w Izraelu.
Leży w środkowej części pustyni Negew, w pobliżu Strefy Gazy.

## Historia
Moszaw został założony w 1959.

## Gospodarka
Gospodarka moszawu opiera się na intensywnym rolnictwie i sadownictwie.